# Comus (Francia)
Comus è un comune francese di 38 abitanti situato nel dipartimento dell'Aude nella regione dell'Occitania. Il suo territorio comunale è bagnato dalle acque dell'Hers-Vif, affluente dell'Ariège.

## Società

### Evoluzione demografica
Abitanti censiti